# Norbert Goormaghtigh
Norbert Oscar Joannes Goormaghtigh (Oostende, 14 februari 1890 – Sint-Martens-Latem, 2 januari 1960) was een Belgisch patholoog. 
Goormaghtigh werd geboren als zoon van Oscar Franciscus Goormaghtigh, een werktuigkundige bij de marine, en Victorina Eugenia Bouva. Sinds 1923 was hij docent en hoogleraar pathologie aan de Universiteit Gent, waar hij in 1913 was afgestudeerd als doctor in de genees-, verlos- en heelkunde. In 1921 schreef hij een proefschrift "over de pathologie der bijnier van de mens", promotor was professor Omer Van der Stricht (1862-1925). Vervolgens kreeg Goormaghtigh toen de aanspreektitel "speciaal doctor in de pathologische anatomie".

## Nierfunctie
Tijdens de Eerste Wereldoorlog en tot 1923 diende hij als chirurg in de militaire hospitalen van Hoogstade en Gent. Daar leerde hij ook zijn vrouw, de Engelse verpleegkundige Mabel Lawrence, kennen. Gedurende zijn carrière - vanaf 1923 - als docent en hoogleraar hield hij zich vooral bezig met het onderzoek over de werking van de bijnier in relatie tot de bloeddruk en de andere organen. Later publiceerde hij talrijke werken als bewijsvoering van zijn stellingen in dit onderdeel van de geneeskunde.
Zijn naam blijft verbonden aan de term: "de cellen van Goormaghtigh" of het "juxtaglomerulair apparaat van Goormaghtigh". Wat in het vakjargon "groep van cellen, gelegen in een fibrillair netwerk, dat gedeeltelijk de arteriole van een nierglomerulus omgeeft ter plaatse waar deze overgaat in de glomerulus" betekent.
In het academiejaar 1935-1936 was hij decaan van de faculteit geneeskunde. Tijdens de academiejaren 1947-1948 tot 1949-1950 was hij rector van de universiteit waar hij eerder studeerde en werkte. Begin 1949 werd op het initiatief van rector Goormaghtigh een sociale dienst voor de studenten opgericht, een belangrijk bijdrage in het democratiseringsproces van het hoger onderwijs. Deze dienst stond onder meer in voor het toekennen van studiebeurzen, het zoeken naar behuizing en studentenjobs en een eigen restaurant. Het naar hem genoemde "N. Goormaghtigh Instituut voor Pathologische Anatomie" is gevestigd in het UZ Gent.
In 1949 behaalde hij een eredoctoraat aan de Queen's University van Belfast.